# Kericho
Kericho este un oraș din Kenya.